# John Todd
John Todd (Condado de Down, 16 de maio de 1911 — Pasadena, 21 de junho de 2007) foi um matemático irlandês.
Foi um pioneiro no campo da análise numérica.
Nasceu em Carnacally, Condado de Down, Irlanda, e cresceu próximo a Belfast. Obteve o título de bacharel na Queen's University of Belfast em 1931, seguindo para o St John's College da Universidade de Cambridge.
Trabalhou no King's College de Londres, onde encontrou Olga Taussky-Todd, com quem casou em 1938.
Trabalhou para o almirantado britânico durante a Segunda Guerra Mundial. Uma de suas maiores realizações foi a preservação do Instituto de Pesquisas Matemáticas de Oberwolfach na Alemanha, no final de guerra.
Em 1945 imigrou para os Estados Unidos, trabalhando no National Institute of Standards and Technology. Em 1957 tornou-se professor do Instituto de Tecnologia da Califórnia.